# Caso Chisholm contra Georgia
Caso Chisholm contra Georgia, 2 U.S. (2 Dall.) 419 (1793), se considera el primer caso de importancia e impacto del Tribunal Supremo de Estados Unidos. Dada su fecha, había pocos precedentes legales disponibles (particularmente en la ley de Estados Unidos). El caso fue reemplazado en 1795 por la Undécima Enmienda.

## Antecedentes
En 1792, en Carolina del Sur, Alexander Chisholm, el albacea de la herencia de Robert Farquhar, intentó demandar al Estado de Georgia en la Corte Suprema por los pagos que le debía por los bienes que Farquhar había suministrado a Georgia durante la Guerra de Independencia Estadounidense. El fiscal general de los Estados Unidos, Edmund Randolph, argumentó el caso del demandante ante el tribunal. El acusado, Georgia, se negó a comparecer, alegando que, como estado soberano, no podía ser demandado sin otorgar su consentimiento a la demanda.

## Decisión de la corte
En una decisión de cuatro a uno, el tribunal falló a favor del demandante, con el presidente del tribunal John Jay y los jueces asociados John Blair, James Wilson y William Cushing constituyendo la mayoría; solo el juez Iredell disintió. En ese momento, no había opinión del tribunal o de la mayoría; los jueces emitieron sus opiniones seriatim, es decir, individualmente y en orden ascendente de antigüedad. El tribunal dictaminó que el Artículo III, Segunda Sección, de la Constitución derogaba la inmunidad soberana de los estados y otorgó a los tribunales federales el poder afirmativo para escuchar disputas entre ciudadanos privados y estados.
En las palabras iniciales de su opinión, el juez Wilson declaró el principio esencial sobre el cual se convirtió el caso: «Este es un caso de magnitud poco común. Una de las partes es un Estado; ciertamente respetable, que afirma ser soberano. La pregunta a se determinará si este Estado, tan respetable y cuyo reclamo se eleva tan alto, ¿está sujeto a la jurisdicción de la Corte Suprema de los Estados Unidos? Esta pregunta, importante en sí misma, dependerá de otros, aún más importante; y, quizás, en última instancia, se resuelva en uno, no menos radical que esto '¿forma el pueblo de los Estados Unidos una nación?'».
En su opinión disidente, el juez Iredell declaró: «Aquí se produce una pregunta general de gran importancia. ¿Qué controversia de naturaleza civil puede mantener un individuo contra un Estado? Supongo que los redactores de la Constitución deben haber significado una de dos cosas: 1. en la transmisión de esa parte del poder judicial que no se relacionaba con la ejecución de las otras autoridades del Gobierno general (que debe ser admitidos de forma completa y discrecional, dentro de las restricciones de la propia Constitución), para referirse a las leyes antecedentes para la construcción de las palabras generales que utilizan; o, 2. permitir que el Congreso apruebe todas las leyes que consideren necesarias y apropiadas para llevar a efecto los propósitos de esta Constitución, ya sea absolutamente a su discreción, o al menos en los casos en que las leyes anteriores fueran deficientes para tales fines, si existiera tal deficiencia.»
Iredale declaró que ninguna de estas cosas fue discutida en el caso. El juez Iredell razonó que según el derecho consuetudinario cada Estado era soberano, al igual que según el derecho inglés, y que no podían ser demandados sin su consentimiento. Aunque el juez Iredell fue la única opinión disidente, su opinión finalmente se convirtió en la ley del país. Los Estados, sorprendidos por la decisión de la Corte Suprema, solicitaron la Undécima Enmienda a la Constitución, que impide que un Estado sea demandado en la Corte Federal sin el consentimiento de ese Estado. Para febrero de 1795, 12 de los entonces 15 estados habían ratificado la Undécima Enmienda; Carolina del Sur lo ratificó en 1797, y Nueva Jersey y Pensilvania no tomaron medidas sobre la ratificación.

## Acontecimientos posteriores
En 1795, se ratificó la Undécima Enmienda para negar la tenencia en Chisholm contra Georgia. Según la Undécima Enmienda, los ciudadanos de un estado o de países extranjeros solo pueden demandar a un estado con el consentimiento del estado o si el Congreso, de conformidad con un ejercicio válido de los poderes correctivos de la Decimocuarta Enmienda, anula la inmunidad de los estados. Ver Caso Fitzpatrick contra Bitzer, 427 U.S. 445 (1976).